# Lutz Klinkhammer
Lutz Klinkhammer (* 13. November 1960 in Trier) ist ein deutscher Neuzeithistoriker. Als Referent für die Geschichte des 19. und 20. Jahrhunderts am Deutschen Historischen Institut in Rom tritt er vor allem durch Arbeiten zur italienischen Zeitgeschichte in Erscheinung.

## Wissenschaftliche Laufbahn
Klinkhammer hat Geschichte, Kunstgeschichte und Politikwissenschaft an der Universität Trier studiert, und dort 1985 den Magister Artium erlangt. Anschließend war er als Stipendiat des Deutschen Historischen Instituts in Rom 1986/87 für die Erstellung der Ausstellung zur Institutsgeschichte anlässlich der Hundertjahrfeier 1988 verantwortlich. Infolge seiner Rückkehr nach Trier war er dort von 1988 bis 1991 in einem von Wolfgang Schieder geleiteten Forschungsprojekt als wissenschaftlicher Mitarbeiter tätig („Zur Geschichte von Säkularisation und Mediatisierung in den linksrheinischen Gebieten unter französischer Herrschaft 1798–1814“). Im Jahr 1991 wurde er in Trier promoviert. Von 1992 bis 1999 war er wissenschaftlicher Mitarbeiter an der Universität zu Köln. Seit 1999 ist er in der Nachfolge Jens Petersens Referent für den Forschungsbereich des 19. und 20. Jahrhunderts am Deutschen Historischen Institut in Rom.
Im Kollegjahr 1997/1998 war Klinkhammer Förderstipendiat am Historischen Kolleg in München. Als Feodor-Lynen-Stipendiat der Alexander von Humboldt-Stiftung hielt er sich 1998–1999 zu Forschungszwecken an der Universität Paris IV (Sorbonne) auf. Von 2001 bis 2002 vertrat er eine Professur im Bereich Neueste Geschichte an der Universität Pavia. Außerdem lehrte er an der Universität Tuscia in Viterbo (2002–2004), sowie am Dipartimento Politica, Istituzioni, Storia der Universität Bologna (2006). 2009–2012 war Klinkhammer Mitglied der Deutsch-italienischen Historikerkommission. Ab 2010 folgten mehrere Lehraufträge an der Johannes Gutenberg-Universität Mainz. 2016 wurde Klinkhammer habilitiert und lehrt seitdem als Privatdozent. 2018 wurde er mit dem Fiuggi Storia Europa ausgezeichnet.

## Werk
1987 veröffentlichte Lutz Klinkhammer in der Zeitschrift des Deutschen Historischen Instituts in Rom Quellen und Forschungen aus italienischen Archiven und Bibliotheken einen Literaturbericht über die italienischen Kriegsgefangenen und Deportierten im Zweiten Weltkrieg.
Klinkhammers 1992 veröffentlichter langer Aufsatz über den Kunstschutz der deutschen Militärverwaltung in Italien 1943–45 gilt als „immer noch grundlegend“.
Klinkhammers 1993 erstmals veröffentlichte Dissertationsschrift Zwischen Bündnis und Besatzung. Deutschland und die Republik von Salò 1943–1945 nannte Wolfgang Schieder „eine differenzierte Analyse der deutschen Besatzungsstruktur in Italien von 1943–45“. Klinkhammer arbeitete unter anderem die polykratische Struktur der nationalsozialistischen Besatzungsherrschaft heraus und verwendete dabei mehr Quellen als der italienische Historiker Enzo Collotti in seiner 1963 erschienenen Pionierstudie. Die rund 600 Seiten starke Studie stützte sich unter anderem auf Archivalien aus dem Bundesarchiv in Koblenz, dem Bundesarchiv-Militärarchiv in Freiburg, dem Archiv des Auswärtigen Amts in Bonn, dem Archivio Centrale dello Stato und dem Archivio storico-diplomatico del Ministero degli Affari Esteri in Rom. Klinkhammer prägte für das nach dem 8. September 1943 von deutschen Truppen besetzte Italien den Begriff vom „besetzten Verbündeten“, um den Sonderfall hervorzuheben, den Italien hinsichtlich der politischen und militärischen Ausgangslage unter den nationalsozialistisch besetzten Ländern Europas einnahm.

## Auszeichnungen
- 1994: Premio Acqui Storia für das Buch L'occupazione tedesca in Italia 1943–1945
- 2018: Fiuggi Storia Europa
- 2019: Bundesverdienstkreuz am Bande
- 2023: Ordine al Merito della Repubblica Italiana

## Mitgliedschaften und weitere Funktionen (Auswahl)
- Mitglied des Editorial Board der Zeitschrift Journal of Modern Italian Studies
- 2000–2006: Mitglied des Wissenschaftlichen Beirats des Istituto nazionale per la storia del movimento di Liberazione in Italia
- 2009–2012: Mitglied der von den Außenministern der Italienischen Republik und der Bundesrepublik Deutschland eingesetzten Deutsch-Italienischen Historikerkommission

## Veröffentlichungen (Auswahl)
Ein vollständiges Schriftenverzeichnis findet sich auf der Homepage des Deutschen Historischen Instituts in Rom.
Monographien
- Zwischen Bündnis und Besatzung. Das nationalsozialistische Deutschland und die Republik von Salò 1943–1945 (= Bibliothek des Deutschen Historischen Instituts in Rom. Bd. 75). Niemeyer, Tübingen 1993, ISBN 3-484-82075-6 (Zugleich: Trier, Universität, Dissertation, 1991; in italienischer Sprache: L’occupazione tedesca in Italia. 1943–1945. Bollati Boringhieri, Turin 1996, ISBN 88-339-1000-8).
- mit Enzo Collotti: Il fascismo e l'Italia in guerra. Una conversazione fra storia e storiografia. Ediesse, Rom 1996.
- Stragi naziste in Italia 1943–1944. Nuova edizione con un saggio sulla storiografia della guerra contro i civili. Donzelli, Rom 2006 (erste Ausgabe: Stragi naziste in Italia. La guerra contro i civili 1943/44. Donzelli, Rom 1997).
- mit Carlo Gentile und Steffen Prauser: I nazisti. I rapporti italo-tedeschi nelle foto dell'Istituto Luce. Editori Riuniti, Rom 2003.
- mit Alessandro Portelli: La fiera delle falsità. Via Rasella, le Fosse Ardeatine, la distorsione della memoria. Donzelli, Rom 2024, ISBN 978-88-5522-575-5.

Herausgeberschaften
- mit Christof Dipper und Alexander Nützenadel: Europäische Sozialgeschichte. Festschrift für Wolfgang Schieder (= Historische Forschungen. Bd. 68). Duncker & Humblot, Berlin 2000, ISBN 3-428-09843-9.
- mit Christoph Cornelißen und Wolfgang Schwentker: Erinnerungskulturen. Deutschland, Italien und Japan seit 1945 (= Fischer. 15219, Die Zeit des Nationalsozialismus.). Fischer-Taschenbuch-Verlag, Frankfurt am Main 2003, ISBN 3-596-15219-4 (2. Auflage. ebenda 2004, ISBN 3-596-15219-4).
- mit Claudio Natoli und Leonardo Rapone: Dittature, Opposizioni, Resistenze. Italia fascista, Germania nazionalsocialista, Spagna franchista: storiografie a confronto. Edizioni Unicopli, Mailand 2005.
- mit Oliver Janz: La Morte per la Patria. La celebrazione dei caduti dal Risorgimento alla Repubblica. Donzelli, Rom 2008.
- mit Michael Matheus: Eigenbild im Konflikt. Krisensituationen des Papsttums zwischen Gregor VII. und Benedikt XV. WBG, Darmstadt 2009.
- mit Amedeo Osti Guerrazzi und Thomas Schlemmer: Die „Achse“ im Krieg. Politik, Ideologie und Kriegführung. 1939–1945 (= Krieg in der Geschichte. Bd. 64). Ferdinand Schöningh, Paderborn u. a. 2010, ISBN 978-3-506-76547-5 (Fachwissenschaftliche Rezension).
- mit Guido Braun, Gabriele B. Clemens u. a.: Napoleonische Expansionspolitik. Okkupation oder Integration? De Gruyter, Berlin-Boston 2013 (= Bibliothek des Deutschen Historischen Instituts in Rom. Bd. 127).
- mit Patrick Bernhard: L’uomo nuovo del fascismo. La costruzione di un progetto totalitario. Viella, Rom 2017 (= Ricerche dell’Istituto Storico Germanico di Roma. Bd. 11).
- mit Monica Fioravanzo und Filippo Focardi: Italia e Germania dopo la caduta del Muro. Politica, cultura, economia. Viella, Rom 2019 (= Ricerche dell'Istituto Storico Germanico di Roma. Bd. 12).
- mit Clemens Zimmermann: Cinema as a Political Media. Germany and Italy Compared, 1945–1950s. Heidelberg University Publishing, Heidelberg 2021 (= Online-Schriften des DHI Rom. Neue Reihe. Bd. 5) (online).